# Dolní Libchavy
Dolní Libchavy (německy Nieder Lichwe) jsou část obce Libchavy v okrese Ústí nad Orlicí. Nachází se na jihu Libchav. Prochází tudy železniční trať Ústí nad Orlicí – Międzylesie a silnice I/14. Okolo jižního okraje vesnice protéká Tichá Orlice. Dolní Libchavy jsou také název katastrálního území o rozloze 13,44 km².

## Historie
První písemná zmínka o vesnici pochází z roku 1360.

## Pamětihodnosti

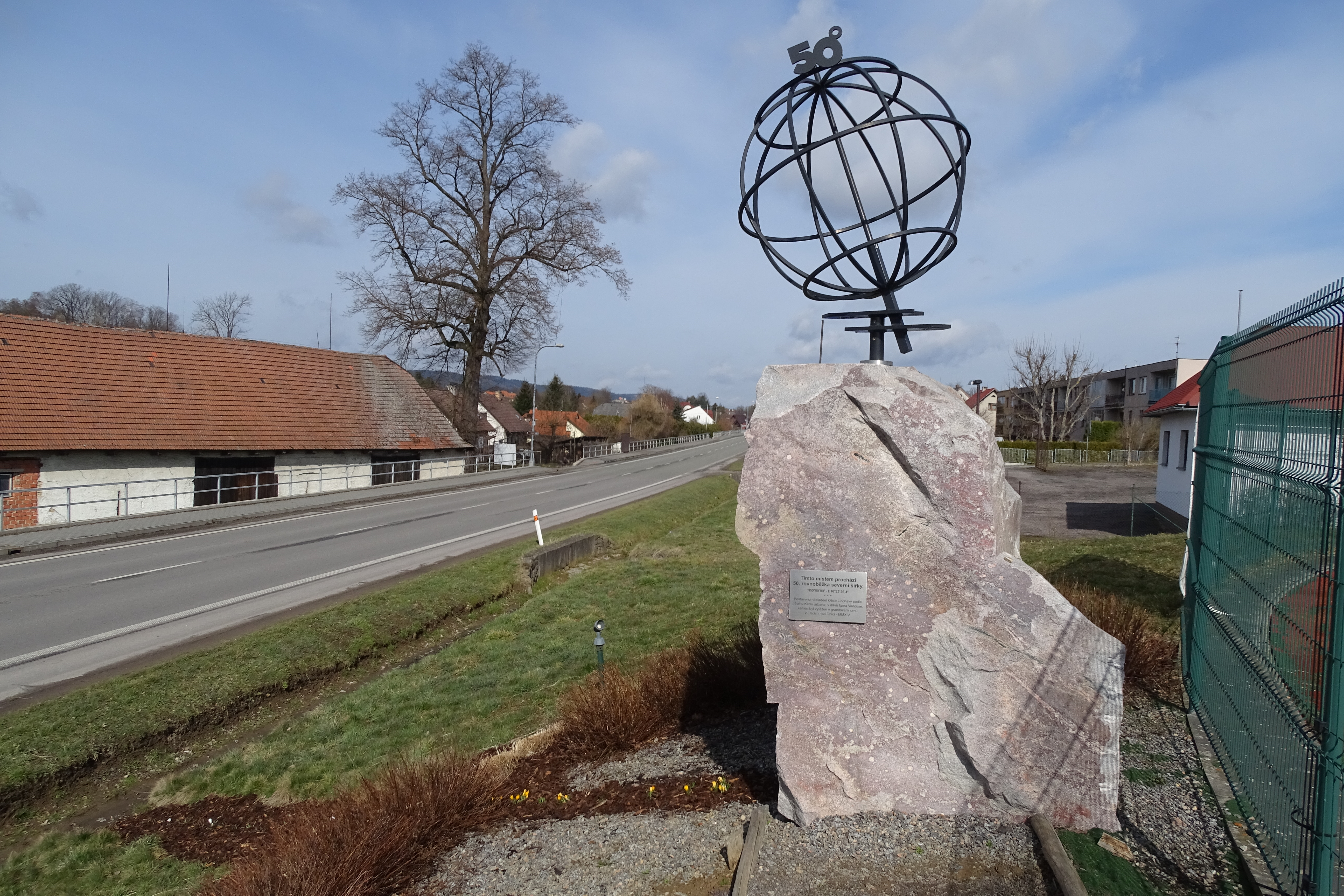
Pomník na 50. rovnoběžce

- Nad soutokem Libchavského potoka s Tichou Orlicí se nachází hospodářský dvůr s památkově chráněnou budovou dolnolibchavské tvrze (čp. 174) založené na začátku šestnáctého století.
- Socha Panny Marie Immaculaty stojí před kostelem
- Sousoší svatého Jana Nepomuckého, sv. Vojtěcha a sv. Mikuláše
- Socha svatého Václava naproti mostu
- Kostel svatého Mikuláše
- Kříž při cestě od fotbalového hřiště z roku 1806. Opraven obcí v roce 2008.
- Pomník na 50. rovnoběžce severní šířky z biolitické žuly z lomu v Liticích. Postaven nákladem Obce Libchavy podle návrhu Karla Urbana, v dílně Igora Vaňouse v roce 2014.[5]